# Shiro Bekko
De Shiro Bekko is een witte Koi met een zwart patroon en de bekendste Bekkovariëteit.

## Kenmerken
De kenmerken van de Shiro Bekko zijn ook vergelijkbaar met de Taisho Sanke, hoewel er geen rode kleur voorkomt. Ook komt er geen zwarte kleur voor op het hoofd. De vinnen hebben dunne zwarte strepen.